# 拉明·迪亚克
拉明·迪亚克（Lamine Diack，1933年6月7日—2021年12月3日
）生于塞内加尔達喀爾，1950年代后期是一名跳远运动员，1957到1960年保持着法国/西非跳远纪录。1995年到2001年担任塞内加尔国家水公司"Société Nationale des Eaux" of Senegal (SONES) 董事会主席。1999年11月8日当选国际田径联合会主席，2011年10月16日再次当选。他也是国际奥林匹克委员会委员。

## 丑闻下台
拉明·迪亚克1999年至2013年任国际奥委会委员，2014年成为奥委会名誉委员。2015年11月，迪亚克和其他部分国际田联官员在法国被逮捕（不久后获释），他被指控在曾在俄罗斯禁药丑闻中接受被动性腐败及参与洗钱。国际奥委会在11月10日剥夺了他的国际奥委会委员职位，而他本人也辞去了名誉委员一职。
2016年1月，根据世界反兴奋剂组织独立委员会发布的一份调查报告，迪亚克凭借自身的影响力成功使其其中一位儿子成为国际田联职员，安排另一名儿子担任他的顾问，安排一位朋友担任他的法律顾问，并创立一个“正规的IAAF管理结构之外的非正规非法管理结构”。
2020年6月18日，国际田径联合会（IAAF）前任老板拉明·迪亚克（Lamine Diack）以及包括他的儿子帕帕·马萨塔·迪亚克（Papa Massata Diack）在内的其他五人的审判结束。拉明·迪亚克（Lamine Diack）的辩护方要求法院宽恕，特别是提到拉明·迪亚克（Lamine Diack）的年龄（87岁）。在俄罗斯使用兴奋剂的背景下，将在2020年9月16日判决此腐败案。
2020年9月16日，拉明·迪亚克（Lamine Diack）因参与旨在掩盖俄罗斯兴奋剂案件的腐败网络而被判处四年徒刑，其中两人被关闭。 拉明·迪亚克（Lamine Diack）被判处主动和被动贿赂以及违反信任罪，被判处最高50万欧元的罚款。 Lamine Diack的律师立即宣布他正在上诉。

## 荣誉

### 外国勋章奖章
- 旭日大绶章（日本，2007年11月公布[8]）

## 外部連結
- 拉明·迪亚克在的頁面

| 體育角色             | 體育角色           | 體育角色               |
| -------------------- | ------------------ | ---------------------- |
| 前任： Primo Nebiolo | IAAF主席 1999–2015 | 繼任： 塞巴斯蒂安·柯伊 |